# Albanie au Concours Eurovision de la chanson 2022
L'Albanie est l'un des quarante pays participants du Concours Eurovision de la chanson 2022, qui se déroule à Turin en Italie. Le pays est représenté par Ronela Hajati et sa chanson Sekret, sélectionnés lors du Festivali i Këngës 60. Le pays se classe 12e avec 58 points en demi-finale, ne parvenant pas à se qualifier pour la finale. C'est la première fois depuis 2017 que le pays échoue à se qualifier.

## Sélection
Le diffuseur RTSH confirme sa participation à l'Eurovision 2022 en juillet 2021, confirmant par la même occasion que le représentant sera sélectionné via le Festivali i Këngës. Un appel aux candidatures pour ce Festival a été lancé par le diffuseur entre le 2 juillet et le 15 octobre 2021.

### Format
Le Festival se déroule en trois soirées. Lors de la finale, dix-sept des vingt candidats participent. Le gagnant est déterminé uniquement grâce au vote d'un jury constitué de Anxhela Peristeri, Agim Doçi|sq, Anxhela Faber, Osman Mula, Rozana Radi, Olsa Toqi et  Olti Curri.

### Chansons
Les participants à la sélection sont annoncés le 9 novembre 2021 et leurs chansons sont publiées le 3 décembre 2021.
| Liste des participants | Liste des participants | Liste des participants                 |
| Artiste                | Chanson                | Auteurs                                |
| ---------------------- | ---------------------- | -------------------------------------- |
| Alban Ramosaj          | Theje                  | Marko Polo, Alban Ramosaj              |
| Denis Skura            | Pse nuk flet, mama?    | Petrit Sinameti                        |
| Endri and Stefi Prifti | Triumfi i jetës        | Jetmir Barbullushi, Zhuliana Jorganxhi |
| Evi Reçi               | Më duaj                | Flamur Shehu, Zhuliana Jorganxhi       |
| Gjergj Kaçinari        | Në ëndërr mbete ti     | Gjergj Kaçinari                        |
| Janex                  | Deluzional             | Janex                                  |
| Kastro Zizo            | Kujë                   | Kastro Zizo                            |
| Kelly                  | Meteor                 | Kelly                                  |
| Mirud                  | Për dreq               | Kledi Bahiti, Mirud                    |
| Rezarta Smaja          | E jemja nuse           | Shkodra Elektronike                    |
| Ronela Hajati          | Sekret                 | Marko Polo, Ronela Hajati              |
| Sajmir Çili            | Nën maskë              | Sajmir Çili, Pandi Laço                |
| Shega                  | Një                    | Giorgio Fusco                          |
| Urban Band             | Padrejtësi             | Urban Band                             |
| Eldis Arrnjeti         | Refuzoj                | Bujar Daci, Eldis Arrnjeti             |
| Ester Zahiri           | Hiena                  | Kledi Bahiti                           |
| Kejsi Rustja           | Vallëzoj me ty         | Kejsi Rustja                           |
| Olimpia Smajlaj        | Dua                    | Genti Lako, Olimpia Smajlaj            |
| Viola Xhemali          | Eja si erë             | Sokol Marsi                            |
| Xhuli Pjetraj          | Baladë                 | Enis Mullaj, Eriona Rushiti            |

### Résultats
- Vainqueur
- Deuxième
- Troisième

| Ordre | Artiste                | Chanson             |
| ----- | ---------------------- | ------------------- |
| 1     | Olimpia Smajlaj        | Dua                 |
| 2     | Denis Skura            | Pse nuk flet, mama? |
| 3     | Kelly                  | Meteor              |
| 4     | Sajmir Çili            | Nën maskë           |
| 5     | Ester Zahiri           | Hiena               |
| 6     | Kastro Zizo            | Kujë                |
| 7     | Urban Band             | Padrejtësi          |
| 8     | Gjergj Kaçinari        | Në ëndërr mbete ti  |
| 9     | Evi Reçi               | Më duaj             |
| 10    | Mirud                  | Për dreq            |
| 11    | Endri and Stefi Prifti | Triumfi i jetës     |
| 12    | Ronela Hajati          | Sekret              |
| 13    | Shega                  | Një                 |
| 14    | Janex                  | Deluzional          |
| 15    | Alban Ramosaj          | Theje               |
| 16    | Eldis Arrnjeti         | Refuzoj             |
| 17    | Rezarta Smaja          | E jemja nuse        |

La soirée se conclut sur la victoire de Ronela Hajati avec sa chanson Sekret. La chanson est ensuite remasterisée et partiellement traduite en anglais pour l'Eurovision, la nouvelle version étant publiée le 4 mars 2022.

## À l'Eurovision
L'Albanie participe à la première demi-finale, le 10 mai 2022. Y recevant 58 points, le pays se classe 12e et ne parvient pas à se qualifier en finale.